# Ascensore Magenta-Crocco
L'ascensore Magenta-Crocco è un impianto pubblico di risalita di Genova, sito nel quartiere di Castelletto. Esso costituisce la naturale prosecuzione della funicolare Sant'Anna, collegando corso Magenta, nei pressi della stazione a monte della funicolare, con via Antonio Crocco, nella parte superiore del quartiere.
Da Corso Magenta l'impianto si raggiunge tramite una galleria pedonale, dalla quale si raggiunge anche un piccolo ascensore privato in uso alla Antica Farmacia Sant'Anna. Un secondo accesso alla stazione di valle dell'ascensore può essere usato anche come passaggio pedonale coperto per raggiungere la funicolare Sant'Anna dalla parte inferiore di via Acquarone.
Entrato in funzione nel 1933 con due cabine di legno e ferro, dopo alcuni passaggi di gestione passò nel 1966 a AMT Genova che lo gestisce tuttora. Nel 2007 e nel 2021 è stato completamente rinnovato e le antiche cabine sostituite con un moderno impianto.
Durante la Seconda guerra mondiale, la galleria di accesso all'ascensore fu utilizzata come rifugio antiaereo.

## Storia

### Costruzione e aggiornamenti dell'impianto
I lavori di costruzione dell'impianto iniziarono per iniziativa privata nel 1929, quando gli edifici ai numeri 10, 12 e 14 di via Antonio Crocco erano già stati realizzati e l'impresa che stava realizzando l'ascensore, l'Istituto Edile Immobiliare Genovese, era impegnata nella costruzione di alcuni palazzi signorili in salita Santa Maria della Sanità. L'incarico fu affidato alle Officine Meccaniche Stigler, la prima società italiana costruttrice di ascensori, fondata a Milano nel 1859
Non volendo tuttavia occuparsi della gestione, l'lstituto Edile Immobiliare Genovese lo cedette al Comune di Genova che lo acquistò per favorire il trasporto pubblico in una zona di nuova urbanizzazione che, altrimenti, non sarebbe stata raggiunta dalle linee urbane di trasporto. Il Comune gesti' direttamente l'impianto dal 1933 al 1947, quando ne affidò la gestione alla Società Anonima Funicolare Genovese, concessionaria della vicina Funicolare Sant'Anna. Nel 1956 la gestione venne ancora assunta dal Comune, fino al passaggio nel 1966 all'Azienda Municipalizzata Trasporti, oggi AMT Genova.
L'AMT ha provveduto ad ammodernarlo nel 1982, nel 1989 e nel 2007, quando il vecchio impianto è stato sostituito da uno di moderna concezione. Nel 2021, l'impianto è stato completamente rinnovato con la rimozione completa e la sostituzione di argani, cabine, contrappesi ed altre parti in movimento; in contemporanea, sono state effettuate anche opere edili riguardanti verifiche e interventi strutturali sulle opere civili, sulle carpenterie e sulle strutture del vano corsa.

### Uso come rifugio antiaereo
Durante la Seconda Guerra Mondiale, la galleria di accesso all'ascensore fu utilizzata come rifugio antiaereo, identificato con il numero 7 nella lista dei ricoveri antiaerei redatta dal Municipio di Genova - Lavori pubblici nel maggio 1941. Il rifugio, di complessivi mq 395, era in grado di ospitare 790 persone ed era provvisto di serbatoio acqua potabile, latrine e illuminazione.
Un documento del Comune di Genova datato 2 giugno 1943 riporta che nel 1943 il rifugio era lungo 545 metri interamente scavati ed era costituito da un tronco principale intercalato da un camerone, completamente rivestiti e pavimentati in piastrelle di cemento e in parte in graniglia di cemento. I due accessi al rifugio, da corso Magenta e da via Acquarone, non avevano opere protettive agli imbocchi, ne' uscite sussidiarie in pozzo. Nel 1943 le latrine e il pronto soccorso non erano più utilizzabili.

## Caratteristiche
- Dislivello complessivo: 49 metri
- Cabine: 2
- Capienza: 30 persone ciascuna, pari a 2275 Kg
- Velocità: 1,8 m/s
- Tempo di percorrenza: 40 secondi
- Impianto: 
  - Alla costruzione: Stigler
  - Attuale: Elevatori Normac
- Posizionamento argano: in alto con puleggia di frizione